# Hybomitra haidongensis
Hybomitra haidongensis är en tvåvingeart som beskrevs av Yu och Jin 1990. Hybomitra haidongensis ingår i släktet Hybomitra och familjen bromsar. Inga underarter finns listade i Catalogue of Life.